# Akademie klasické hudby
Akademie klasické hudby byla založena v roce 2002 jako obecně prospěšná společnost, od roku 2017 je vedena jako zapsaný ústav. Jejím cílem je propagovat a popularizovat české hudební umění v České republice i v zahraničí. Od roku 2008 pořádá mezinárodní hudební festival Dvořákova Praha, od roku 2009 uděluje Cenu Antonína Dvořáka.
Počínaje rokem 2020 je spolupořadatelem Dvořákovy mezinárodní rozhlasové soutěže pro mladé hudebníky Concertino Praga.

## Cíle
Akademie klasické hudby se inspiruje odkazem života a díla hudebního skladatele Antonína Dvořáka. V této souvislosti je jejím cílem šíření kulturních hodnot, rozvoj kultury ve všech jejích oblastech a vzdělávání a podpora mladých umělců, začínajících hudebníků a mládeže se zájmem o kulturu.

## Aktivity
Nejstarší veřejnou aktivitou AKH je pořádání mezinárodního hudebního festivalu Dvořákova Praha, která se koná od roku 2008. Od roku 2009 uděluje AKH také Cenu Antonína Dvořáka, která oceňuje mimořádné umělecké počiny nebo významné zásluhy na propagaci a popularizaci české klasické hudby v České republice i v zahraničí.
V roce 2020 se AKH stala spolupořadatelem Dvořákovy mezinárodní rozhlasové soutěže pro mladé hudebníky Concertino Praga. Stejně tak se stala partnerem Orchestrální akademie při Letní hudební akademii Kroměříž. Z důvodu epidemiologických opatření z jara 2020 se první ročník uskutečnil v Praze a pod názvem Mladá filharmonie Dvořákovy Prahy orchestr vystoupil v rámci programu MHF Dvořákova Praha 2020.
Vedle těchto aktivit se Akademie klasické hudby zapojuje do veřejného života. V letech 2017, 2018 a 2019 například podpořila Nadační fond pro Svatovítské varhany a bez nároku na honorář připravila dramaturgii a produkčně zabezpečila přípravu benefičních koncertů pro varhany, které přenášela Česká televize.
Ve vzdělávací oblasti přispěla v roce 2016 konferencí Cultural Leadership Summit – Vedení úspěšných kulturních projektů ve 21. století.

## Vedení
V čele Akademie klasické hudby stojí ředitel Robert Kolář. Spolu s ním vytváří koncepci fungování AKH také intendant, kterým je od roku 2018 klavírista Jan Simon, ředitel Mezinárodního hudebního festivalu Dvořákova Praha.

## Partneři
Partnery AKH jsou podporovatelé z řad soukromého i veřejného sektoru. Zajištění chodu AKH se děje prostřednictvím grantů rodinné nadace Karel Komárek Family Foundation. Partnery veřejných aktivit jsou zejména Ministerstvo kultury ČR a Hlavní město Praha.